# 平木典子
平木 典子（ひらき のりこ、1936年 - ）は、日本の臨床心理学者。臨床心理士・家族心理士・上級産業カウンセラー・日本カウンセリング学会スーパーバイザー/カウンセラー。専門は、カウンセリング・家族心理学・家族療法・アサーション。跡見学園女子大学教授・東京福祉大学教授などを歴任。滿洲生まれ。

## 経歴
- 1959年　津田塾大学学芸学部英文学科卒業。
- 1964年　アメリカ合衆国ミネソタ大学大学院教育心理学修士課程修了。教育心理学修士。
- 1967年　立教大学カウンセラー、社会学部社会学科講師。
- 1979年-1980年、在外研修で、サンフランシスコ州立大学において、家族療法・アサーショントレーニングの訓練を受け、以後、家族療法とアサーショントレーニングを中心とした臨床と人間関係促進のトレーニングに従事。
- 1991年　日本女子大学人間社会学部心理学科教授。
- 2004年　跡見学園女子大学文学部臨床心理学科教授。
- 2007年　東京福祉大学大学院臨床心理学専攻教授。
- 2011年　統合的心理療法研究所（IPI）所長。

## 所属学会
- 日本心理臨床学会
- 日本カウンセリング学会 - 常任理事
- 日本産業カウンセリング学会 - 常任理事
- 日本家族心理学会 - 会長・常任理事
- 日本精神衛生学会 - 常任理事

## 著書
- 『カウンセリングの話』（光村図書出版→朝日新聞社、1984年→1989年→2004年）
- 『アサーション・トレーニング - さわやかな<自己表現>のために』（日本・精神技術研究所、1993年→2009年）
- 『家族カウンセリング入門 - 家族臨床援助』（安田生命社会事業団、1996年）
- 『家族との心理臨床 - 初心者のために』（垣内出版、1998年）
- 『自己カウンセリングとアサーションのすすめ』（金子書房、2000年）
- 『言いたいことがきちんと伝わる50のレッスン - 話し上手になれる本』（大和出版、2000年）
- 『自分の気持ちを素直に伝える52のレッスン - ほめ上手になれる本』（大和出版、2001年）
- 『カウンセリング・スキルを学ぶ - 個人心理療法と家族療法の統合』（金剛出版、2003年）
- 『Noを言える人の「話し方」47のレッスン - 自分の気持ちをきちんと伝えるヒント』（大和出版、2003年）
- 『図解自分の気持ちをきちんと〈伝える〉技術 - 人間関係がラクになる自己カウンセリングのすすめ』（PHP研究所、2007年）
- 『カウンセリングの心と技術 - 心理療法と対人関係のあり方』（金剛出版、2008年）
- 『言いたいことがきちんと伝わるレッスン - 人間関係が驚くほどうまくいく』（大和出版、2008年）
- 『子どものための自分の気持ちが〈言える〉技術 - 小さいうちに身につければ、一生困らない!』（PHP研究所、2009年）
- 『アサーション入門 - 自分も相手も大切にする自己表現法』（講談社現代新書、2012年）
- 『図解相手の気持ちをきちんと〈聞く〉技術 会話が続く、上手なコミュニケーションができる!』PHP研究所 2013
- 『アサーションの心　自分も相手も大切にするコミュニケーション』朝日選書、2015

### 共著
- 『心を癒す「ほめ言葉」の本 - 幸せへのヒント』（アサーション研究グループとの共著、大和出版、1998年）
- 『家族の心理 - 家族への理解を深めるために』（中釜洋子との共著、サイエンス社、2006年）
- 『いいことがいっぱい起きる!「ほめ言葉」ブック』（アサーション研究グループとの共著、大和出版、2008年）
- 『家族の心はいま - 研究と臨床の対話から』（柏木惠子との共著、東京大学出版会、2009年）
- 『心理臨床の深まり』（北山修・氏原寛・大塚義孝・菅佐和子との共著、創元社、2011年）
- 『大切な人ともっとうまくいく「気持ちの伝え方」』野末武義共著 三笠書房 2013

### 共編著
- 『カウンセリングの基礎 - 臨床の心理学を学ぶ』（袰岩秀章との共編著、北樹出版、1997年）
- 『カウンセリングの実習 - 自分を知る、現場を知る』（袰岩秀章との共編著、北樹出版、1998年）
- 『カウンセリングの技法 - 臨床の知を身につける』（袰岩秀章との共編著、北樹出版、2001年）
- 『話すことが苦手な人のアサーション - どもる人とのワークショップの記録』（伊藤伸二との共編著、金子書房、2007年）
- 『親密な人間関係のための臨床心理学 - 家族とつながり、愛し、ケアする力』（中釜洋子・友田尋子との共編著、金子書房、2011年）
- 『日本の夫婦 パートナーとやっていく幸せと葛藤』柏木惠子共編著 金子書房 2014

### 共編
- 『学生相談室』（細木照敏との共編、同文書院、1984年）
- 『女性の発達臨床心理学』（園田雅代・下山晴彦との共編、金剛出版、2007年）
- 『新世紀うつ病治療・支援論 - うつに対する統合的アプローチ』（岩壁茂・福島哲夫との共編、金剛出版、2011年）

### 翻訳
- F・W・カスロー編『心理臨床スーパーヴィジョン』岡堂哲雄との共訳編、誠信書房、1990年）
- マービン・R・ゴールドフリード編『変容する臨床家 現代アメリカを代表するセラピスト16人が語る心理療法統合へのアプローチ』岩壁茂,福島哲夫,野末武義,中釜洋子共監訳 門脇陽子,森田由美訳 福村出版 2013
- サニー・S・ハンセン『キャリア開発と統合的ライフ・プランニング 不確実な今を生きる6つの重要課題』今野能志,平和俊,横山哲夫共監訳 乙須敏紀訳 福村出版 2013

### 共監修
- 『アサーション・トレーニング講座』（沢崎達夫との共監修、金子書房、2002年-）
  - 『ナースのためのアサーション』（沢崎達夫・野末聖香との共著、金子書房、2002年）
  - 『カウンセラーのためのアサーション』（沢崎達夫・土沼雅子との共編著、金子書房、2002年）

### 論文
- CiNii>平木典子